# Henry Cabot Lodge, Jr.
Henry Cabot Lodge, Jr. (Nahant, Massachusetts, 1902. július 5. – Beverly, Massachusetts, 1985. február 27.) az Amerikai Egyesült Államok szenátora (Massachusetts, 1937–1944 és 1947–1953).